# Погон

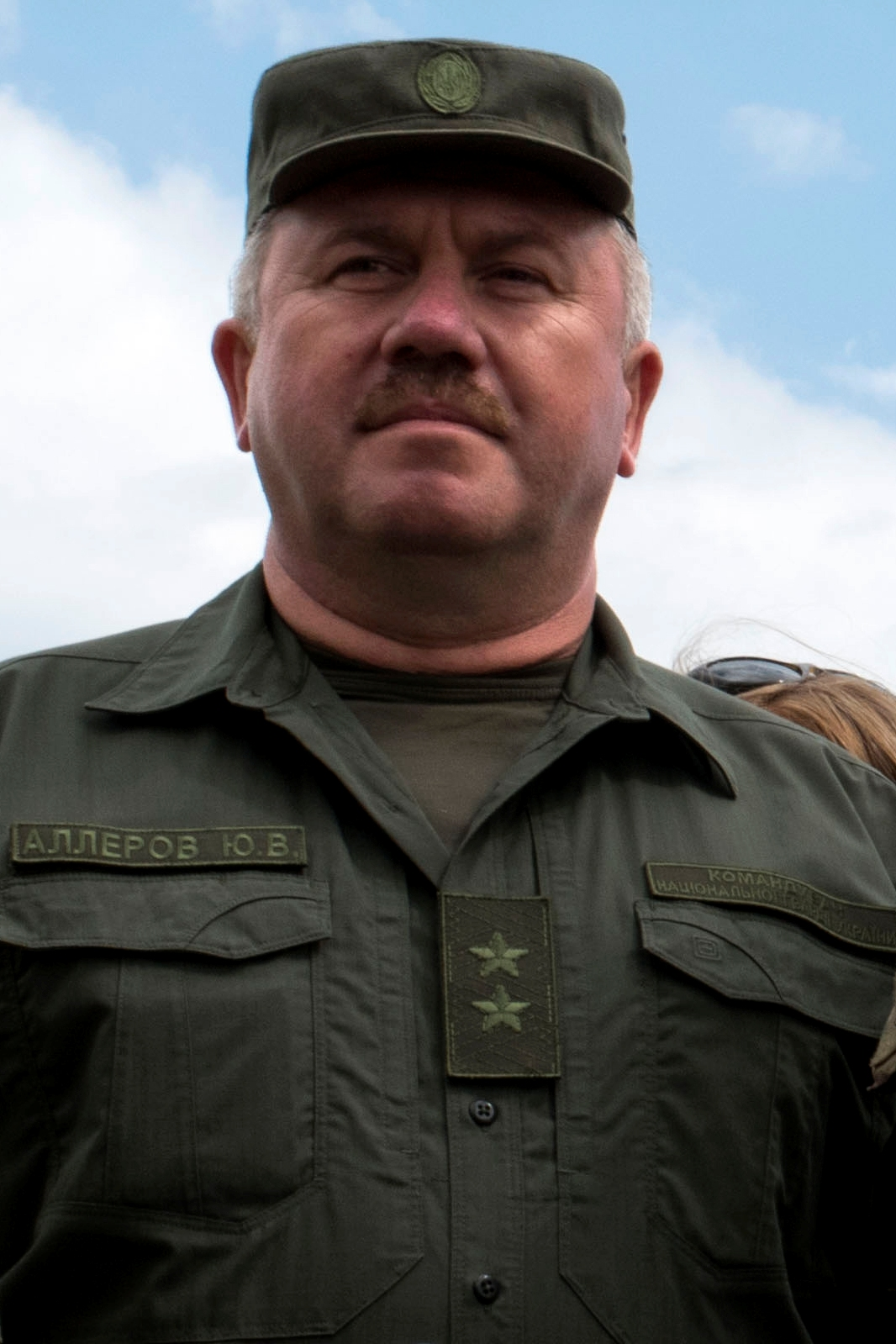
Генерал-полковник НГУ Аллеров Ю. В. у польовому однострої з непарним погоном генерал-лейтенанта на грудях (2014).

Пого́н (від рос. погон чи пол. pogon) — наплічна нашивка чи накладка на однострої. Зазвичай (але не завжди) погон виконує роль знаку розрізнення військового чи спеціального звання, а також класного чину чи посади носія. Також на погонах можуть розміщуватися емблеми роду військ чи служби, позначення міністерства, відомства чи організації, у якій працює носій.
Крім того, погони використовуються як елемент одягу у цивільному (не спеціалізованому) одязі, особливо у одязі виробленому у стилі «мілітарі».

## Використання
Погони використовуються майже у всіх сучасних арміях. Типові погони п'ятикутної форми. На погоні позначені тим або іншим чином (смужками, зірочками і нашивками), які носяться на плечах власника погонів. Як правило жорсткі погони шиті галуном з яскравими зірками і значками носять з парадною формою, тоді як з польовою формою одягу зазвичай уживаються скромніші матер'яні погони без шиття.
Також до погонів близькі еполети, що відрізняються тим, що якщо погон має здебільшого прямокутну форму і одним кінцем жорстко закріплений біля плечового шва, а другим зазвичай застібається на ґудзик біля коміра, то еполет має форму круга з бахромою біля плечового кінця і прямокутною «ручкою», що простромляється під спеціальний контрпогон і також застібається біля коміра на ґудзик.

## Походження назви
Слово погон запозичено з російської мови, де воно пов'язане з дієсловом погонять («поганяти») — первісно так називалися петельки, через яких пропускали («поганяли») щось, потім — нашивні смуги на плече, під якими проходив ремінь патронної суми.
За іншими даними, це слово походить від пол. pogon («джгут», «шнур»), що пов'язано з матеріалом, з якого робили погони.

## Нашивки

### Поперечні нашивки
У деяких країнах використовуються поперечні нашивки (так звані «ли́чки»), які слугують знаками розрізнення молодших командирів, наприклад сержантів. Вони можуть бути як нашивними, так і у вигляді металевих смужок на дротяних кріпленнях.

## Історія

### Історія появи
Спочатку погони мали чисто утилітарне значення: вони утримували від сповзання ремінь патронної сумки.
Відповідно, погон був тільки один — на лівому плечі (патронну сумку носили на правому боці). Саме з цієї причини в більшості флотів світу погони не вживаються, а посада або ранг позначається нашивками на рукаві (матроси патронну суму не носили).

### Історія використання у Російській імперській армії

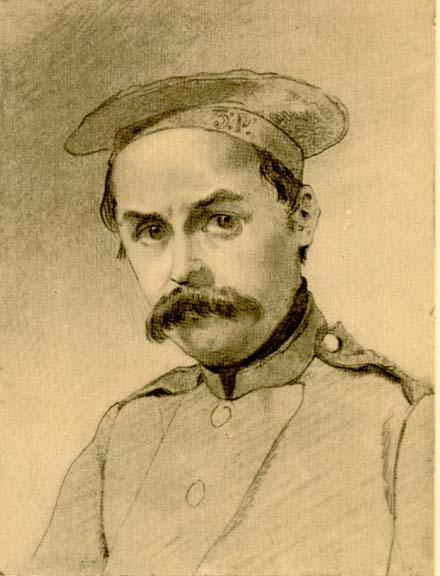
Тарас Шевченко в солдатському однострої Оренбурзького окремого корпусу. Автопортрет. 1847 р.

У Російській імперії погон з'явився на військовому одязі за часів Петра I. Упроваджені нові однострої «західного зразка» (нім. Rock чи нім. Vebezrock) у 1700—1702 роках мали на лівому плечі шнур, для утримання амуніції. Офіцерські однострої погонів не мали, бо не використовували сумок, та не носили рушниць.
«Єлизаветинські» однострої 1732 року мали вже широкий погон на лівому плечі, також кольору, що і каптан. Як і доти, погон був приналежністю лише солдатського однострою.
У 1762 році відбулася чергова («катерининська») реформа збройних сил, і в тому числі затвердження нових типів одностроїв. На каптанах зразка 1762 року погон (еполет) став використовуватися як засіб розпізнавання військовослужбовців одного полку від іншого. Кожному полку були встановлені погони різного плетіння та кольору з гарусного шнура. Одночасно була зроблена спроба зробити погон засобом розрізнення солдатів і офіцерів, для чого в одному і тому ж полку у офіцерів і солдатів плетіння погона було різним.
Під час реформ Потьомкіна у 1783 році, були значно змінені мундири військовиків. Гарусний еполет на лівому плечі куртки, як і доти за кольором і плетінням відрізняв військовослужбовців одного полку від іншого.
Під час «павлівських» реформ 1797 року, військовики знову отримали нові мундири. На лівому плечі каптану розташовувався погон п'ятикутної форми певного кольору полка, який збігався з кольором коміра, відлоги та обшлагів.
«Олександрівські» мундири 1802 року, значно відрізнялися від попереднього зразка. Зокрема, саме з 1802 року, погони почали носити на обох плечах у піхоті (у кавалерії як і раніше носили на лівому плечі). Мундири мали кольорові коміри та обшлаги, якщо обшлаг і комір був кольору інспекції (16 у імперії), то погони були кольору полка. Унтер-офіцери носили погон лише на правому плечі, офіцери на обох, але їхні погони відрізнялися від погонів нижніх чинів золотою чи срібною облямівкою.
У 1807 році для офіцерів були введені еполети (в уланів введені раніше і використовувалися не лише офіцерами, а також нижніми чинами), погони на довгий час стали частиною одностроїв лише нижніх чинів. Також змінилося використання кольорів на погонах. У піхоті (мушкетери та гренадери) кольори погонів стали позначати номер полка у дивізії: 1-й червоні, 2-й білі, 3-й жовті, 4-й темно-зелені з червоною облямівкою, 5-й блакитні (чи світло-сині). Самі піхотні погони почали нести на собі номер дивізії. У єгерських полках використовувалися погони лише двох кольорів червоні та світло-сині (пізніше змінено на жовті). Артилеристи носили червоні погони, на яких жовтою тасьмою викладали номер роти, та літеру «Б», «Л» чи «К» залежно от типу роти («батарейна», «легка», «кінна»). Колір поля офіцерських еполетів збігався з кольором солдатських погонів (окрім кавалерії). Кавалерійські полки мали обшлаги, коміри та погони (по обох плечах), як і раніше використовували за полками, наприклад Харківський драгунський полк мав погони помаранчевого кольору.
На 1812 рік, відбулися деякі зміни в одностроях, вони мали такий вигляд. Погони були на обох плечах, завширшки 1 вершок біля плеча і 3/4 у коміра, зрізані біля коміра кутом і цим кінцем застібаються на ґудзик.
Колір комірів, погонів, клапанів та обкладання за полкамами і родом зброї. А саме комір, обкладка і обшлаги у важкій піхоті — червоні, а в єгерських полках темно-зелені з червоною облямівкою, у морських полках облямівка була замість червоної, білою. У артилерії і піонерів ці частини мундирів чорного кольору, з червоною облямівкою. Погони у всіх полках пішої гвардії, гренадерських полках, перших полках (важкої піхоти і морських полків) дивізії — червоні; у других полках — білі; у третіх полках — жовті; у четвертих полках — темно-зелені з червоною облямівкою. Погони єгерів були: жовті — у перших полках дивізії, світло-сині — в других. В артилерії використовувалися червоні погони. У піонерів погони в першому полку — червоні, у другому — білі. Металевий прибор у піонерів — білий (олово) у всіх інших золотий (мідь). В армійських частинах на погон нашивалися цифри або літери: на жовтих і білих — з червоного шнура, на червоних, світло-синіх і темно-зелених — з жовтого шнура. У гренадерських полках нашивалася початкова буква назви полка, а в піхотних, морських і єгерських — номер дивізії. В артилерії, номер роти з першими літерами назви типу роти (Б — батарейна рота, Л — легка рота, П — понтонна рота). У піонерських полках: в першому — 1П, у другому — 2П.
У кавалерії погони, як і раніше в кожному полку були свого кольору. Улани носили еполети, як офіцери так і нижні чини, а гусари погонів не мали. Кінна артилерія мала червоні погони з номером і літерою «К», наприклад «1К» — перша кінна рота.
Погони у козаків на одностроях з'являються у 1812 році. Погони були темно-сині з кольоровою облямівкою відповідно до приналежності до козацького війська, офіцери замість еполетів мали наплічні джгути. У лейб-гвардії козацькому полку (донському) мали на жупанах і напівкаптанах замість погонів жовті гарусні еполети уланського типу, а на шинелях червоні погони. В залежності від козацького війська облямівка на темно-синіх погонах була відповідною: Отаманський полк (донські) — блакитна, донські полки — червона, уральські козаки — малинова, бузькі козаки — біла. Калмики мали однострої, схожі на козацькі, на темно-синіх погонах була жовта облямівка.
З 1843 року на погонах вперше почали позначати чин військовослужбовця. Він вказувався поперечними стрічками на погоні, кількість та ширина яких вказувала на ранг. Вузька галунна облямівка погона вказувала на юнкера чи портупей-юнкера. Слід зауважити, що офіцери отримали знаки розрізнення на еполети, ще у 1827 році.
З 1854 року для офіцерів замість еполет вводяться погони, спершу для носіння на шинелі, а з 1855 року для усіх видів одягу. Еполети поступово стають лише аксесуаром парадного однострою. Так як на еполетах клас офіцера можливо було розпізнати за бахромою (п'ятипроменеві зірочки були однакового розміру для усіх класів), з'являється особлива технологія виробництва офіцерських погонів. При виготовленні офіцерського погона спочатку брався солдатський кольоровий погон і на нього нашивали дві чи три галунні смужки. Галун використовувався золотий чи срібний залежно від полка чи роду служби. Смужки нашивалися не впритул одна до одної, таким чином, щоб залишалася невелика кольорова смужка (просвіт). Таким чином на погоні обер-офіцера була одна смужка-просвіт, а на погоні штаб-офіцера їх було дві. Генеральські погони були викладені галунним зигзагом.
Згідно з табелем 1881 року кольори погонів у піхотних полках були відповідно до бригад дивізії, в котру входив полк: 1-ша червоні, 2-га світло-сині. Гренадери носили жовті погони, але з облямівкою за номером дивізії: 1-ша шарлатові, 2-га світло-сині, 3-тя білі, 4-та без облямівок. Стрілкові полки та батальйони мали малинові погони. Кавалерійські погони як і раніше, різнилися залежно від полка. На офіцерських погонах відповідного кольору були просвіти.
20 жовтня 1914 року для Діючої армії були введені польові погони захисного кольору, на яких просвіти були темно-брунатні чи темно-жовті молескінові. Просвіти нашивали просто на погони.
Як знаки розрізнення в ході Громадянської війни були введені нашивки на рукави у вигляді геометричних фігур, що позначали посаду військовослужбовця. У СРСР в Збройних силах погони введені 6 січня 1943 для особового складу Червоної Армії, а 15 лютого — для особового складу ВМФ.
16 грудня 1917 року після Жовтневого перевороту декретом керівництва Радянської Росії було скасовано всі старі імперські чини, звання та титули. Погони зривали з одностроїв. Деякий час погони з просвітами використовувалися у Добровольчій армії, та в деяких інших військових формуваннях у 1917—21 роках.

#### Відставні офіцери
З кінця ХІХ століття офіцери носили поперечні погони. На таких погонах просвіти розташовувалися не вздовж плечового шва, а поперек, при цьому їхнє розташування залишалося вздовж погона. Розташування ж зірочок зоставалося стандартне (наприклад у підполковника це три зірочки «трикутником», вершиною в напрямі до коміра, тобто розвернуто відносно осі погона на 90 %.

### Історія використання у цивільних установах Російській імперії

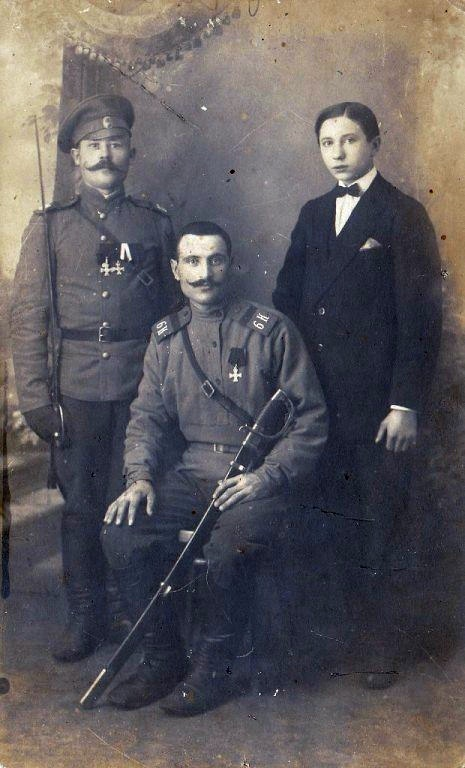
Уродженець Східної Слобожанщини вахмістр окремого корпусу прикордонної варти І. Г. Власенко (Кібартай, Литва, не пізніше 1917)

Цивільні чини імперії використовували петлиці, але деякі чиновники, які носили воєнізований одяг (співробітники військових навчальних закладів та приписані до армії, а також деякі співробітники міністерств транспорту, внутрішніх справ та інших) використовували галунні погони. Чиновницькі погони були вужчі від військових, а зірочки на них йшли вздовж погону. Також наприкінці ХІХ століття практикувалося використання поперечних погонів, на яких зірочки також йшли вздовж погона.
Поперечні погони з емблемами навчальних закладів використовували також студенти та учні.
Старші співробітники поліції, які повинні були носити однострої, які передбачали погони, носили погони подібні до армійських. Нижні чини поліції, носили особливі поперечні погони, зверху яких повздовж плечового шва йшов кручений джгут. Залежно від рангу на поперечному погоні розташовувалися стрічки.

### Історія використання уЗбройних силах СРСР
Під час Громадянської війни використовувалися однострої різних держав, як колишньої Російської імперії, так і австрійські, німецькі, британські та навіть австралійські. Здебільшого погони як деталь одягу спаровувалися. Знаки розрізнення посади знаходилися на рукавах, а пізніше на петлицях одностроїв.
Згідно з указами Президії Верховної Ради від 6 січня 1943 року «Про впровадження нових знаків розрізнення для особового складу Червоної Армії» та від 15 лютого 1943 року «Про впровадження нових знаків розрізнення для особового складу ВМФ» вводяться нові однострої, та нові знаки розрізнення. Замість петлиць вводяться погони, на яких стали розміщуватися знаки розрізнення. Нові знаки розрізнення майже збігалися з імперськими, але на відміну від імперських знаків розрізнення, де зірочки були одного розміру для всіх класів офіцерів, зірочки на погонах старших офіцерів РСЧА були більші за розміром від зірочок на погонах молодших офіцерів, та менші від генеральських зірочок. Погони були п'ятикутної чи шестикутної форми і кріпилися на контрпогонах які вшивалися. Погони поділялися на польові та повсякденні. Колір п'ятикутних повсякденних погонів солдатів, сержантів та старшин залежав від роду військ носія, здебільшого збереглася кольорова гамма яка використовувалася на скасованих петлицях. Піхотинці та стрільці мали малинові погони з чорним кантом, кавалерія — сині з чорним кантом, артилерія та бронетанкові війська — чорні з червоним кантом, технічні війська — чорні погони з чорним кантом, лікарняна та ветеринарна служби — темно-зелені погони з червоним кантом. Офіцери носили золоті чи срібні галунні погони п'ятикутної форми з просвітами за родом військ чи служби: піхота, стрільці та інтенданти — малинові; артилерія, бронетанкові війська, лікарняна та ветеринарна служби — червоні; авіація — блакитні; кавалерія — сині; технічні війська — чорні. У генералів на галунних шестикутних погонах для кантів використовували три кольори: загальновійськові, артилерія та бронетанкові війська — червоний; авіація — блакитний; всі інші війська та служби — малиновий. На повсякденних погонах солдатів та сержантів розміщувався номер полка, та емблеми роду військ чи служби (піхота не мала емблеми). На офіцерських погонах розміщувалася золота чи срібна емблема роду військ чи служби (також крім піхотинців).
Польові погони солдатів і сержантів були кольору хакі, з кантами відповідно до роду військ чи служби: піхота та стрільці — малинові, авіація — блакитні, артилерія та бронетанкові війська — червоні, лікарняна та ветеринарна служби — темно-зелені, технічні війська — чорні. Офіцерські погони кольору хакі, мали відповідні до роду військ чи служби просвіти. Ці погони використовувалися з 1943 по 1955 роки.
У 1955 році були введені нові чотирикутні погони які нашивалися на мундир. Погони як і раніше поділялися на польові та повсякденні. Повсякденні погони солдатів, сержантів та прапорщиків були кольорові, за родом військ: мотострільці (загальновійськовий) — червоний; авіація, ПДВ та інженерно-аеродромні частини — блакитні; всі інші — чорні. Кольори кантів та просвітів офіцерів та генералів були: блакитні у авіації, ПДВ та інженерно-аеродромних частинах та червоні у інших родах військ. На флоті офіцери використовували погони з чорними просвітами, а неофіцерський склад, чорні погони.
У 1973 році вводяться шифровки «СА» (рос. Советская Армия — Радянська Армія), «ВВ» (Внутрішні Війська), «ПВ» (Прикордонні Війська), «ГБ» (рос. Государственная Безопастность — війська КДБ) на погонах солдатів і сержантів, «К» — на погонах курсантів і «Ф» — для ВМФ. Крім того, на погонах матросів і старшин розміщуються шифровки: «БФ» (Балтійський флот), «СФ» (рос. Северный флот — Північний флот), «ТФ» (Тихоокеанський флот), «ЧФ» (Чорноморський флот).
У 1988 році з'являється нова польова форма — «афганка», на якій використовувалися вшивні погони без просвітів, де звання військовослужбовця можливо було впізнати лише за розміром зірочок.
У майже такому вигляді знаки розрізнення проіснували до розпаду СРСР у 1991 році. Після цього, ще деякий час використовувалися у державах які утворилися на його руїнах.

### Історія використання у невійськових формаціях СРСР
У 1943 році погони були введені крім РСЧА і в деяких інших наркоматах, як силових (на кшталт НКВС) так і ні.
Введені у НКВС погони були подібні до армійських. Кольорами внутрішніх військ був червоний, а міліції (ГУ РКМ) синім. Вищій командний склад мав звання відповідно армійським, у міліції вищій командний склад мав спеціальні звання (комісар міліції певного рангу) зі знаками розрізнення відповідно армійським генералам.
У 1943 році співробітники прокуратури отримують класні чини згідно з указом Президії ВС СРСР від 16.09.1943 року «О встановленні класних чинів для прокурорсько-слідчих органів прокуратори». За знаки розрізнення співробітники прокуратури отримали погони схожі на погони офіцерів збройних сил. Відмінністю було те, що зірочки розташовувалися вздовж просвітів, як у цивільних чинів Російської імперії. У 1954 році, погони для прокуратури було скасовано, а знаки розрізнення чинів переходять на оксамитові петлиці з золотою облямівкою.
Наказом № 711Ц від 13 вересня 1943 року для працівників залізничного транспорту (НКШС) ввелися персональні звання, а також вводилися нові знаки розрізнення. Петлиці зникли, а знаки розрізнення почали розміщуватися на погонах. Погони були у вигляді витягнутого шестикутника з паралельними довгими сторонами, нижній кінець прямокутний, а верхній закінчується тупим кутом. Погон облямований (крім нижнього краю) світло-зеленим сукном. Довжина погона 13,5—15,5 см. Ширина погона (з кантом) для вищого складу — 6 см, старшого та середнього — 5,5 см. Кант завширшки 0,25 см. Погон молодшого начальницького та рядового складів складався з двох шестикутників. Верхній шестикутник витягнутий з паралельними довгими сторонами, нижній шестикутник з паралельними протилежними сторонами. Сам погон завдовжки 13,5 — 15,5 см (довжина верхнього шестикутника — 8,5 — 10,5 см, нижнього — 5 см). Верхній шестикутник завширшки — 3 см, нижній — 6 — 6,2 см. Як і у співробітників прокуратури, у співробітників міністерства транспорту зірочки розташовувалися вздовж погонів. У 1954 році спеціальні звання були скасовані, а погони замінено на петлиці.
Також у 1943 році погони були введені для працівників народного комісаріату закордонних справ.

## Україна

### Україна (з1914року)
Українські січові стрільці, українське добровольче національне формування (легіон) у складі австро-угорської армії мало такі ж знаки розрізнення, як і інші підрозділи цісарського війська, звання хоч і мали українську назву, але були порівняні до австро-угорських. По австро-угорській традиції, де знаки розрізнення розміщувалися на петлицях (для УСС синього кольору), погони несли лише утилітарну функцію для утримання амуніції і були лише на солдатських одностроях. На офіцерських одностроях, погони були відсутні. Отож і серед січових стрільців, погони на офіцерських одностроях були відсутні, їх мали лише рядові та унтер-офіцери.

### Україна (з1917року)

Кокарда і погони армії Української Держави (1918).

Після розпаду Російської імперії на території України (як і у других новоутворених державах чи формаціях) використовувалися однострої різних держав, як колишньої Російської імперії, так і австрійські, німецькі, також з'явилися нові зразки українських стандартів. Перші знаки розрізнення УНР, розташовувалися на петлицях, отож роль погонів як знаків розрізнення відпала, але при заснуванні Гетьманщини Скоропадського, знову з'являються чотирикутні з округленою вершиною погони, на яких позначалося звання носія. Погони як і російські імперські мали просвіти чи генеральський зигзаг, але зірочки були чотирипроменеві і розташовувалися вздовж погону.
Після відновлення УНР, знаки розрізнення знову перейшли на петлиці і погони втрачають свою роль як знаки розрізнення, залишаючись на деяких типах одностроїв, в залежності від їхнього походження.
В Українській Галицькій армії (УГА) регулярні армії Західно-Української Народної Республіки (ЗУНР) 22 квітня 1919 року розпорядом державного секретаріату військових справ (ДСВС) Західної області УНР було регламентовано однострій військовослужбовців. Знаки розрізнення у вигляді стрічок, розташовувалися на рукавах одностроїв на яких погони не передбачалися.

### Українські військові формування України середини ХХ століття
Військовики батальйону «Роланд» у 1941 році використовували модифіковані знаки розрізнення Галицької армії. Легіонери мали однострої колишньої чехословацької армії зразка 1930 року. Бунчужний, підстаршини та старшини батальйону мали на правому плечі погони у вигляді вузького плетеного шнура золотого кольору. Після переформування легіону військовики отримали німецькі однострої.
В Українській повстанській армії (УПА), враховуючи напівпідпільний характер організації, спостерігається різноманіття використовуваних одностроїв (як трофейних так і саморобних). На них могли бути присутні, так і ні, в залежності від їхнього походження.

### Збройні Сили України (з1991року)

Погон полковника Збройних Сил України (2016).

У Збройних силах України погони застосовуються з моменту створення в 1991. Збройні сили України, які утворилися під час розпаду СРСР, перейняли радянський зразок військових звань, а також радянських знаків розрізнення. У 1995 році з'являється новий зразок погонів, на якому просвіти як засіб розрізнення класів офіцерів зникають, але саме позначення військового звання як і раніше співпадало з радянським.
5.07.2016 року був затверджений президентом України «Проект однострою та знаки розрізнення Збройних Сил України». В Проекті серед іншого розглянуті знаки розрізнення військовослужбовців. Військовослужбовці, поділяються за належністю до трьох видів збройних сил (Повітряні сили, Сухопутні війська та ВМС). Погони Сухопутних та Повітряних сил подібні, різниця лише в кольору матеріалу. Самі погони п'ятикутні, одним кінцем вшиті в плечовий шов, іншим застібаються на ґудзик. На погон одягається чотирикутна муфта на якій закріплені знаки розрізнення. Знаки розрізнення солдатів та сержантів — кути та дуги, у офіцерів — чотирипроменеві зірочки. Також на муфточках розташовані знаки класу офіцерів: генерали — орнамент на основі «зубчатки», старші офіцері — орнамент на основі офіцерських стрічок УГА («плетінка»).
На польовій формі, використовується закріплення одного непарного погона на грудях. Погони на польовому однострої можуть бути відсутні.

#### Курсанти та ліцеїсти
На погонах курсантів військових навчальних закладів розміщувалася літера «К», на погонах ліцеїстів військових ліцеїв розміщувалася літера «Л».
З 2017 року на погонах курсантів та ліцеїстів на відстані 2 мм від нижнього краю погона з'являється знак курсанта чи знак ліцеїста. Військове звання на погонах курсантів вказується кутами та дужками (як у сержантського складу ЗСУ), у ліцеїстів звання вказується на погонах прямокутними смугами, у вихованців Військово-морських ліцеїв кутами.

### Інші підрозділи та відомства України
Окрім збройних сил, погони в Україні застосовуються у співробітників поліції, податкових, екологічних органів, транспорту (головним чином, залізничного, морського, річкового, цивільній авіації) і деяких інших організаціях.

#### Генеральна прокуратура України
Співробітники Генеральної прокуратури України мають шестикутні погони подібні до армійських погонів радянського зразка, з блакитними просвітами та п'ятипроменевими зірочками. Слід зауважити, що погони саме такого типу не використовувалися у прокуратурі СРСР.
Вищий склад прокуратури має погони з генеральським зигзагом та блакитною облямівкою та п'ятипроменевими зірочками кількістю від однієї до чотирьох.
За посадою Генерального прокурора України закріплено класний чин державного радника юстиції України, погони якого подібні до генералу армії України (зразка до 2016 року). На погонах з генеральським зигзагом розташовується велика п'ятипроменева зірка, вище якої у лавровому вінку герб України.
Слід зауважити, що цей класний чин і такі погони останнім (з 2010 року) використовував Пшонка В. П..

#### Державне агентство лісових ресурсів України
Використовуються погони наближені до радянського зразка.
Погони середнього та старшого керівного складу з просвітами, та трипроменевими зірочками. Зірочки розташовуються вздовж погону. В верхній частині погони емблема у вигляді тризуба над схрещеним дубавим листям. Просвіти закінчуються нижче емблеми.
Вищий склад має погони з генеральський зигзагом та зірками більшого розміру.

#### Митниця в Україні

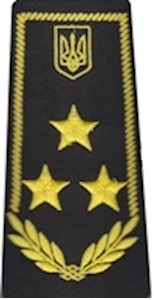
Погон радника 1-го рангу митної служби України (2012).

Законом № 2099-XII від 5 лютого 1992 року «Про персональні звання державної митної служби України» встановлено персональні звання державної митної служби України. Співробітники митної служби мали погони модифікованого радянського типу (але без просвітів).
Погони молодшого класу мали п'ятипроменеві зірочки розташовані вздовж погону і Малий герб України в верхній частині погона.
Погони середнього класу мали п'ятипроменеві зірочки кількістю від однієї до чотирьох, які розташовувалися відповідно до розташування зірочок на армійських погонах до 2016 року. Чотирикутний погон (витягнута трапеція) облямований жовтою стрічкою, у верхній частині погону розміщується Малий герб України.
Старший склад мав зірки більшого розміру, під якими розташовувалися схрещені гілки, облямівка оточуюча погон, доходила лише до гілок.
Погони вищого складу мали на погоні генеральський зигзаг, та зірки великого розміру (кількістю від однієї до трьох) розташовані вздовж погону. Облямівка повністю оточувала погон. Дійсний державний радник митної служби України мав погони подібні до генералу армії України (зразка до 2016 року). На погонах з генеральським зигзагом розташовувалася велика п'ятипроменева зірка над схрещеними гілками, в верхній частині погона Малий герб України. Чотирикутний погон (витягнута трапеція) облямований жовтою стрічкою
Погони студентів (курсантів) мали на погоні літеру «К».
Згідно закону України від 4 липня 2013 р. № 405-VII «Про внесення змін до Митного кодексу України у зв'язку з проведенням адміністративної реформи» встановлені спеціальні звання посадових осіб органів доходів і зборів. Звання замість позначення «митної служби», отримали «податкової та митної справи». Постановою Кабінету міністрів України № 61від 12 лютого 2014 року «Про затвердження опису та зразків форменого одягу посадових осіб Міністерства доходів і зборів, норм забезпечення форменим одягом і строків його носіння», встановлюються знаки розрізнення, які стають більш наближені до радянського типу.
Погони молодшого інспектора чотирикутні, мають особливий малюнок плетіння поля. На погоні розміщено дві п'ятипроменеві зірочки розташовані вздовж погону.
Погони інспекторів чотирикутні, мають особливий малюнок плетіння поля, а також один просвіт який йде вздовж вісі погону. На погоні розміщується від однієї до чотирьох п'ятипроменевих зірочок які розташовані відповідно до розташування зірочок на армійських погонах (до 2016 року).
Погони радників чотирикутні, мають особливий малюнок плетіння поля, а також два просвіти які йдуть вздовж погону. В верхній частині погону розташовано малий герб України. На погоні розміщується від однієї до трьох п'ятипроменевих зірочок які розташовані відповідно до розташування зірочок на армійських погонах (до 2016 року). Зірочки радників більшого розміру, від зірочок інспекторів.
Погони державних радників шестикутні, мають генеральський зигзаг. В верхній частині погону розташовано малий герб України у лавровому вінку. На погоні розміщується від однієї до трьох п'ятипроменевих великих зірок які розташовані вдовж погону, відповідно до розташування зірок на армійських погонах генералів (до 2016 року). У верхній частині погона ґудзик з зображенням жезлу Меркурія.
Головний державний радник податкової та митної справи має погони подібні до генералу армії України (зразка до 2016 року). На погонах з генеральським зигзагом розташовується велика п'ятипроменева зірка над схрещеними гілками, в верхній частині погона Малий герб України у лавровому вінку. У верхній частині погона ґудзик з зображенням жезлу Меркурія.

#### Державна прикордонна служба України
Попередником державної прикордонної служби України були Прикордонні війська України (1991—2003).
Військовослужбовці прикордонної служби мають військові звання згідно з законом № 661-IV «Про державну прикордонну службу» від 3 квітня 2003 року. У державній прикордонній службі України використовувалися погони радянського армійського типу, чотирикутної форми з округленим верхнім кінцем.
Згідно з наказом № 808 «Про затвердження Зразків знаків розрізнення військовослужбовців і Правил носіння форми одягу та знаків розрізнення військовослужбовцями Державної прикордонної служби України» від 02.10.2017 року для військовослужбовців державної прикордонної служби ведені знаки розрізнення за зразком відповідних у Збройних силах України. Знаки розрізнення солдатів та сержантів — кути та дуги, у офіцерів — чотирипроменеві зірочки. Також присутні знаки класу офіцерів: генерали — орнамент на основі «зубчатки», старші офіцері — орнамент на основі офіцерських стрічок УГА.
На сучасному польовому однострої прикордонників, як і у військовиків ЗСУ погон розташований на грудях.

#### Державна служба України з надзвичайних ситуацій
Державна служба України з надзвичайних ситуацій утворена 24 грудня 2012 року на основі Міністерства надзвичайних ситуацій України.
Кодексом цивільного захисту України від 2 жовтня 2012 р. № 5403-VI (набув чинності з 1 липня 2013 р.) визначені спеціальні звання осіб рядового та начальницького складу служби цивільного захисту. Співробітники, мали погони радянського зразка. Сержанти та старшини мали певну кількість стрічок на шестикутних погонах. Погони офіцерів мали червоні просвіти та п'ятипроменеві зірочки на шестикутних погонах. Генеральський погон, шестикутної форми, мав генеральський зигзаг.
Згідно з постановою Кабінету Міністрів України № 81 від 14 лютого 2018 «Про затвердження опису та зразків форменого одягу і відповідних знаків розрізнення осіб рядового і начальницького складу служби цивільного захисту та норм забезпечення форменим одягом» (з додатком) змінюються знаки розрізнення усіх складів особистого складу, замість знаків розрізнення «радянського зразка» вводяться нові. Замість погонів з просвітами та п'ятипроменевими зірочками (для вищого, старшого та середнього складів) вводяться погони з поздовжнім розташуванням восьмипроменевих зірочок. Замість п'ятипроменевих зірочок та стрічок на погонах (для молодшого складу) вводяться трипроменеві зірочки. Також присутні знаки класу службовців: вищий склад — синій круг із Знаком Княжої Держави Володимира Великого в обрамленні вінка з дубового листя, старший склад — латунні чи шиті дубові листки, молодший склад — латунна чи вишита планка.
На сучасному повсякденному робочому однострої, як і у військовиків ЗСУ погон розташований на грудях.
Слухачі і курсанти мають на погонах літери «К».

#### Міністерство внутрішніх справ України
Співробітники МВС України (міліція) з 1991 року використовували погони радянського зразка з п'ятипроменевими зірочками і червоними просвітами.
При заснуванні у 2015 році національної поліції були введені нові знаки розрізнення які носяться на погонах чи рукавах. Самі знаки розрізнення були нового, не пов'язаного з радянськими типа. Знаками розрізнення молодшого складу є кути (на погонах чи нашивках) кількістю від одного то чотирьох, знаками середнього складу є восьмипроменеві зірочки (від молодшого лейтенанта до капітана), та такі самі зірочки над розімкнутим вінком (від майора до полковника). Знаками розрізнення вищого складу поліції є шестикутні погони з генеральським зигзагом, на яких розташовано від одної до трьох восьмипроменевих зірочок, зірочки розташовані над вінком, який обрамляє малий герб України.
Погони студентів (курсантів) мають на погоні літеру «К».

#### Укрзалізницята метрополітени
Постановою Кабінету Міністрів України від 11 грудня 1996 року № 1508 «Про знаки розрізнення і формений одяг працівників залізничного транспорту», був затверджений формений одяг та знаки розрізнення залізничників. Додаток № 2 Постанови присвячений знакам розрізнення та описує їх використання відповідно до посад працівників. До цього використовувалися знаки розрізнення радянського зразка 1985 року.
Знаки розрізнення розташовані на наплічних знаках (погонах) п'ятикутної форми. Класи поділяються кількістю золотих просвітів (один — молодший та середній начальницькі склади, два — старший начальницький склад) чи шиття погона (вищий начальницький склад має на погоні генеральський зигзаг). Старшість у класі вказується певною кількістю п'ятипроменевих золотистих зірочок. Кількість просвітів дублюється на петлицях.
Заступники та перший заступник Генерального директора Укрзалізниці мають погон з великою п'ятипроменевою зіркою у вінку (заступники — незамкнутий, перший заступник — майже замкнутий). На погоні Генерального директора шиттям золотистого кольору наноситься в основі дві схрещені лаврові гілки, вище яких Малий герб України.

### Індивідуальні погони вищих посадовців України.

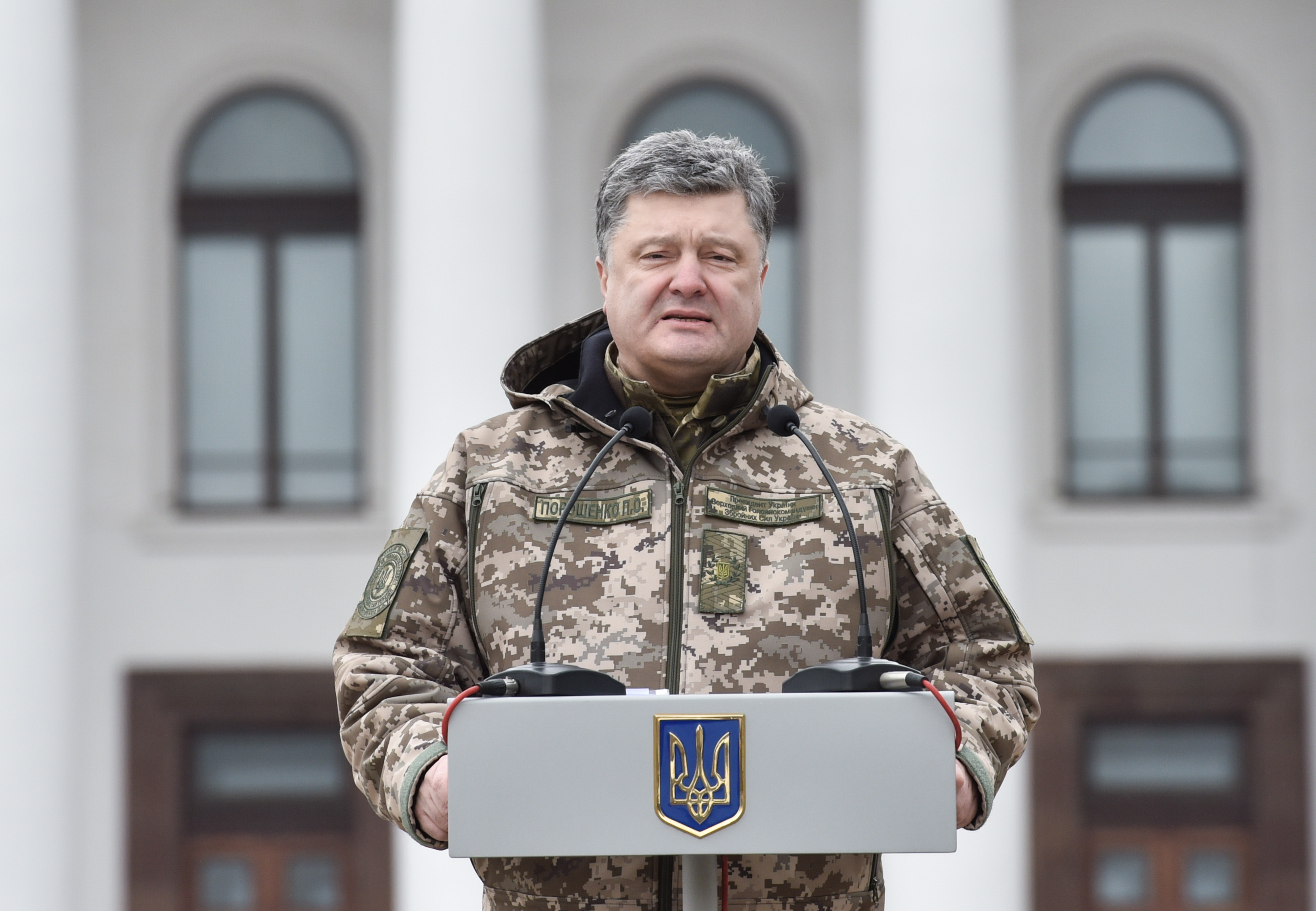
Президент Україні у однострої. На грудях президентський погон (2016).

#### Президент України
Згідно з Конституцією України Президент України виконує обов'язки Верховного Головнокомандувача Збройних Сил України.
За часів свого президентства В. А. Ющенко (2005—2010), у випадках коли одягав однострій, використовував звичайні капітанські погони. На однострої, на грудях (праворуч) розміщувалася прямокутна нашивка з текстом «Президент України. Верховний Головнокомандувач Збройних Сил України».
За часів президентства П. О. Порошенко (2014—2019) у зв'язку з Російською збройною агресією проти України, неодноразово з'являвся у військовому однострої, на якому розміщувалися своєрідні погони індивідуального типу. До 2015 року президент використовував зелені п'ятикутні погони з малюнком «генеральського зигзага», з Малим гербом України який розташовувався в верхній частині погона. З 2015 коли з'являється польова форма на якій відсутні наплічні погони, непарний погон почали закріплювати на грудях. Погон президента України, прямокутної форми (захисного кольору чи з камуфляжним малюнком), як і попередній зразок мав малюнок «генеральського зигзага», всередині погона розміщувався шитий Малий герб України у лавровому вінку. На однострої, на грудях (ліворуч) розміщувалася прямокутна нашивка з текстом «Президент України. Верховний Головнокомандувач Збройних Сил України».

#### Міністр внутрішніх справ України
Міністр внутрішніх справ України (з 2014 року) А. Б. Аваков, не маючі спеціального звання міліції, в ті моменти коли був одягнений у однострій використовував зелені п'ятикутні погони з малюнком «генеральського зигзага», в верхній частині погона розташовано Малий герб України. На однострої, на грудях (праворуч) розміщується прямокутна нашивка з текстом «Міністр Внутрішніх Справ України», та емблемою міністерства.

## Цікаві факти
У стрічці 1944 року «Весілля» фігурує персонаж Ревунов-Караулов (у виконанні Миколи Коновалова), «весільний генерал» який виявляється капітаном II рангу у відставці. На його однострої присутні особливі знаки розрізнення для відставних офіцерів; погон поперечний з двома штаб-офіцерськими просвітами.